# Hřivínův Újezd
Hřivínův Újezd (en allemand : Hrziwno Augest, de 1939 à 1945 : Aujest bei Großnußdorf) est une commune du district et de la région de Zlín, en Tchéquie. Sa population s'élevait à 546 habitants en 2020.

## Géographie
Hřivínův Újezd se trouve à 12 km à l'est-sud-est de Zlín, à 80 km à l'est de Brno et à 258 km au sud-est de Prague.
La commune est limitée par Doubravy et Březůvky au nord, par Ludkovice à l'est, par Kaňovice au sud et par Velký Ořechov à l'ouest.

## Histoire
La première mention écrite du village date de 1373.

## Transports
Par la route, Hřivínův Újezd se trouve à 15 km d'Uherský Brod, à 16 km de Zlín, à 94 km de Brno et à 310 km de Prague.